# 藤原永手
藤原永手（日语：／ Fujiwara no Nagate；714年—771年3月11日），是日本奈良時代的公卿，為藤原北家的始祖參議藤原房前次子，官位是正一位左大臣、贈太政大臣，也被稱為長岡大臣。

## 經歷

### 聖武朝的不遇期
藤原永手作為藤原北家之祖藤原房前的次子出生，但是長兄藤原鳥養早逝後，實質上成為藤原北家的長子。737年（天平9年），官階為從六位的藤原永手升為從五位下，此後直到聖武天皇即將退位的749年（天平21年）升為從四位下之前，官階長期為從五位下，與聖武朝受到天皇寵遇的同母弟藤原八束（藤原真楯）對比，晉升陷入停滯，可能是因為其弟的寵遇而影響。

### 平衡藤原仲麻呂勢力
進入孝謙天皇時期，藤原永手受到重用，750年（天平勝寶2年）升為從四位上。752年（天平勝寶4年）藤原永手升為大和守。754年（天平勝寶6年）升為從三位，進入公卿的行列。756年（天平勝寶8年），藤原永手升為左京大夫，兼侍從、中務卿。757年（天平勝寶9年）聖武上皇即將駕崩時，不是參議的藤原永手甚至一舉升為權中納言。
另一面，藤原永手與當時掌握政治實權之藤原南家的藤原仲麻吕形成對立關係。757年（天平寶字元年），廢除道祖王太子之位時，藤原永手和藤原南家的藤原豐成一起擁立鹽燒王為孝謙天皇的皇位繼承人，但最終藤原仲麻呂擁立的大炊王（日後的淳仁天皇）被冊立為皇太子。758年（天平寶字2年）8月25日，由藤原仲麻呂召開的官號改易之際的太政官會議上，議政官只有藤原永手缺席。763年（天平寶字7年） 藤原永手升為兵部卿。在757年（天平勝寶9年），藤原仲麻呂掌握朝廷的全權之後，藤原永手進入其政壇上的第二個不得志年代。

### 成為道鏡集團太政官首領
764年（天平寶字8年），藤原仲麻呂之亂時，藤原永手作為孝謙上皇、道鏡的一方，參加對藤原仲麻呂的討伐，並且表現活躍，升為正三位大納言，被授勳二等。亂後，孝謙上皇復位為稱德天皇，道鏡執掌朝廷大權。在右大臣藤原豐成去世後的765年（天平寶字9年），藤原永手成為太政官中的首席公卿。765年（天平神護元年）藤原永手擔任御裝束司長官。766年（天平神護2年），藤原永手出任從二位右大臣。隨後不久，在道鏡就任法王時，藤原永手又出任正二位左大臣。769年（神護景雲3年）藤原永手的官階升為從一位。不久，因為稱德天皇生病的緣故，藤原永手受命管轄近衛府、外衛府、左右兵衛府。

### 擁立光仁天皇及晚年
神護景雲4年（770年），在稱德天皇駕崩後的皇位繼承人問題上，藤原永手極力擁立以天武天皇系之井上內親王為妃的天智天皇系之白壁王（日後的光仁天皇）。在《百川傳》和《日本紀略》等文獻的記載中，藤原永手與藤原式家的藤原良繼、藤原百川兄弟一起與擁立天武系之文室淨三、文室大市的吉備真備形成對立。在光仁天皇即位後，藤原永手以擁立之功，官位升為正一位。寶龜2年（771年）2月，藤原永手病故，享年58歲，當天被追贈為太政大臣。

## 腳註
1. 1 2 3  大日本史藤原永手傳
2. ↑  木本 2012，第2頁.
3. ↑  高島 1983，第283頁.
4. ↑  『續日本紀』關於更名後第一次出現的文章、真楯於天平寶字2年8月25日條、御楯於同8月1日條
5. ↑  木本 2012，第8頁.